# Casa de la Punxa (Tiana)
Casa de la Punxa és una obra de Tiana (Maresme) inclosa a l'Inventari del Patrimoni Arquitectònic de Catalunya.

## Descripció
Edifici civil, està format per una alta i esvelta torre de planta quadrada, coberta a la seva part superior per una teulada de pavelló, amb quatre vessants molt inclinats, còncaus a la seva part baixa. Completa el conjunt una construcció de planta baixa que envolta la torre. A tot el conjunt destaca el tractament del maó vist, especialment a les obertures, que combinen els arcs escarsers, amb els ogivals i els de mig punt, i a la balconada de la part baixa. Destaca també el treball de les mènsules o suports de la teulada, així com les quatre finestres el·líptiques situades a la part alta de casa vessant i que contrasta amb la resta del conjunt pel seu marcat aire clàssic.
El mur de tancament de l'antic recinte de la Casa de la Punxa. Ocupa pràcticament l'espai contingut entre tres cantonades. Realitzat en fragments d'uns sis metres cadascun que permeten la perfecta adaptació als desnivells del terreny i que estan separats per pilars, dels quals destaquen els seus coronaments amb elements vegetals. El mur pròpiament resulta interessant per la combinació del maó, al sòcol i les sanefes decoratives, i la pedra, tallada en blocs irregulars que encaixa perfectament.
La porta principal és de ferro.

## Història
Cal fer notar que l'immoble actual era una part d'un conjunt arquitectònic, al qual la torre estava adossada a una casa de planta baixada, i dos pisos coberta amb una teulada de dos vessants. La casa fou enderrocada a començaments dels anys 80, per tal de construir-hi apartaments. L'Ajuntament no permeté l'enderroc de la torre, que ha esdevingut una part molt característica de la vila, i visible des de molts llocs. A la part baixa hi ha instal·lat el Centre Municipal de Salut. El conjunt inicial fou realitzat l'any 1917.